# Gymnoconia interstitialis
Gymnoconia interstitialis är en svampart som först beskrevs av Diederich Franz Leonhard von Schlechtendal, och fick sitt nu gällande namn av Gustaf Lagerheim 1894. Gymnoconia interstitialis ingår i släktet Gymnoconia och familjen Phragmidiaceae.   Inga underarter finns listade i Catalogue of Life.